# Rinaldo Panzarasa
Rinaldo Panzarasa (Novara, 10 gennaio 1877 – Varese, 24 settembre 1950) è stato un avvocato e imprenditore italiano, presidente dell'Italgas, consigliere della SIP - Società idroelettrica piemontese e della Banca Commerciale Italiana e protagonista del primo tentativo di costruire un polo chimico industriale italiano.

## Biografia
Figlio di un avvocato dello Stato, dopo aver conseguito la laurea (1900), segue le orme paterne nella Regia avvocatura erariale nella quale effettua un breve praticantato. Nel 1904 apre un suo studio e si specializza nella consulenza legale per le imprese, attività che gli consente di farsi un nome nell'ambiente delle grandi compagnie a capitale straniero che operano nei settori del gas e dell'energia elettrica.
Tanto abile quanto spregiudicato viene considerato l'uomo giusto al posto giusto quando, nel 1917, gli azionisti di minoranza della Società Italiana per il Gas lo chiamano a rappresentare le proprie ragioni rispetto alla maggioranza controllata dai francesi della Compagnie pour la France et l'Etranger e dal Credito Italiano. Terreno di scontro è la riorganizzazione dei servizi al termine della congiuntura economica negativa causata dalla guerra in corso. La società si trova in quel periodo in condizioni tutto sommato buone dal punto di vista economico grazie alla consolidata posizione (ha assorbito decine di piccoli operatori del settore), e ad una capillare rete di distribuzione nazionale, ma sta al contempo vivendo una fase di transizione a causa della concorrenza dell'illuminazione stradale elettrica. L'indubbio vantaggio economico che i comuni traggono dalla conversione dei relativi impianti ha portato allo scontro interno tra una maggioranza ritenuta troppo cauta e una minoranza che intende aprire l'attività sociale ai settori collaterali della chimica e dei derivati del carbone.
La posizione neutrale assunta dal Credito Italiano, che da secondo azionista e garante economico della società fa da mediatore tra le parti, consente l'ingresso di Panzarasa nel consiglio di amministrazione. Che la banca sostenga il piano aperturista della minoranza appare chiaro quando, a trattato di pace nel frattempo firmato, mantiene una posizione di silenzio-assenso rispetto alla cordata di nuovi azionisti che scala le posizioni interne tra il 1919 e il 1923, tra i quali spiccano la Società idroelettrica piemontese, al momento presieduta da Gian Giacomo Ponti, e l'industriale del tessile Eugenio Rivetti. Questi ultimi entrano a loro volta nel cda nel 1923, nel corso di un'assemblea degli azionisti che elegge Panzarasa presidente di una società andata incontro ad un totale rinnovamento, destinata a diventare una holding e che per questo si è data il nuovo nome Italgas.
Il nuovo assetto è un capolavoro di "ingegneria" societaria dal momento che la SIP fa riferimento alla Banca Commerciale Italiana, cioè al grande concorrente bancario nazionale del Credito Italiano. Facendo leva sul consistente pacchetto di azioni SIP di proprietà dell'Italgas (pari a circa il 10% del capitale), Panzarasa partecipa alla costituzione di un cartello di controllo della stessa sotto la regia della Commerciale. Allo stesso tempo, grazie alla nuova posizione di egemonia conquistata all'interno della SIP, può ulteriormente rafforzare il controllo sulla stessa Italgas riuscendo a evitare di entrare in contrasto con il Credito Italiano. Il mantenimento del controllo di entrambe le società torinesi, la SIP attraverso la Commerciale e l'Italgas attraverso il Credito e il reciproco ruolo di azionista di una società nell'altra porta alla nascita di un cartello economico destinato a trovare il consenso di Benito Mussolini, che proprio in quel periodo degli anni venti si trova alle prese con la nazionalizzazione delle grandi compagnie di infrastrutture straniere.
Forte di tanto appoggio, cumulando le cariche di presidente di Italgas e di consigliere di amministrazione della SIP e della Banca Commerciale Panzarasa dà seguito alla sua strategia di espansione nel settore chimico iniziando dalla Società Italiana Prodotti Esplodenti, impresa che aveva costruito le sue fortune nel corso della guerra e che aveva inizialmente reinvestito i propri capitali nell'industria della celluloide (pellicole per il cinema, le foto e le radiografie) nel ben noto stabilimento di Ferrania già utilizzato per la miscela di nitrocellulosa. Le mire dell'Italgas sono sullo stabilimento di Cengio, dove la SIPE è passata dalla produzione del trinitrotoluene a quella dei coloranti artificiali. Per poter creare un polo unico produttivo dei coloranti artificiali nel biennio 1925-1927 vengono acquisite la Fabbrica Italiana Materie Coloranti Bonelli di Cesano Maderno e la Società di Coloranti Italica di Rho, entrambe in difficoltà economiche per la congiuntura economica negativa del dopoguerra, che nel 1928 sono unificate nell'Azienda Coloranti Nazionali e Affini, la tristemente famosa ACNA del secondo dopoguerra.
La nascita di questo primo polo industriale italiano viene "salutata" dal governo con l'introduzione di una maggiore protezione doganale per l'industria dei coloranti e in un prestito di cinquanta milioni di lire concesso dalla Banca d’Italia nel 1927. Panzarasa, tuttavia, attua il suo piano su basi finanziarie unicamente speculative, giocate su un giro vertiginoso di effetti cambiari a breve termine ed escludendo a priori l'aumento del capitale sociale con l'ingresso di nuovi investitori. Questo modo di procedere è legato ad un rapporto in forma di do ut des che si è instaurato tra l'avvocato novarese e il fascismo, laddove il primo deve garantire al secondo (in particolare all'autorità militare), l'italianità del gruppo di controllo della chimica. Questa condizione limita fortemente la possibilità del gruppo di ottenere finanziamenti dall'estero, ed è una delle cause, assieme all'esigenza di Panzarasa e dei suoi alleati di controllare l'azienda, della forte sottocapitalizzazione dell'Italgas e dell'aumento costante, nella seconda metà degli anni venti, del suo indebitamento col sistema bancario.
Per logica conseguenza, ancor prima che gli effetti della grande depressione degli anni trenta colpiscano anche l'industria italiana il colosso Italgas è nel pieno di una crisi che ha preso il via nel 1929, quando una media impresa industriale con un capitale di dieci milioni di lire si è trasformata in una holding da 260 milioni di capitale, composta da dieci società di produzione e distribuzione del gas e da oltre venti aziende attive nel settore minerario e in quello chimico.
Già dall'autunno del 1929, del resto, diverse voci si rincorrono sulla stampa a proposito dell'andamento negativo di Italgas, coinvolta come tutte le imprese industriali italiane nella crisi delle banche miste e privata di fondamentali sostegni politici da rivolgimenti interni al PNF. I primi mesi del 1930 vedono il gruppo sempre più paralizzato dalla mancanza di liquidità, anche se la crisi arriva al suo culmine solo nel settembre dello stesso anno con il definitivo crollo in Borsa del titolo Italgas. Il colpo di grazia arriva dalla mancata autorizzazione del ministero del Tesoro ad un aumento di capitale della stessa Italgas e dell'ACNA, negoziato da Panzarasa e Ponti per salvare in extremis la situazione ma concordato con una sinergia di banche straniere. Ormai privo di qualsiasi appoggio politico e finanziario il 14 ottobre 1930 Panzarasa è costretto a dare le dimissioni da tutte le cariche ricoperte nel gruppo Italgas e deve riparare in Francia per sottrarsi ad un mandato di cattura emesso nei suoi confronti per bancarotta fraudolenta.
Arrestato a Nizza il 10 aprile 1931 e subito estradato in Italia, viene sottoposto ad un processo che nell'agosto 1932 si conclude con la sua assoluzione per non aver commesso il fatto, sentenza che salva dallo scandalo il governo che non ha consentito l'apertura del gruppo ai mercati e agli investitori stranieri. Tornato alla libera professione di avvocato torna ad occuparsi di gas nel 1936 partecipando alla fondazione della Liquigas, nella quale rimane fino alla morte senza più occupare posizioni di vertice.

## Archivio
Documentazione riguardante Rinaldo Panzarasa durante il periodo della sua attività nell'Italgas è conservata nel fondo Italgas dell'Archivio storico della Società Italiana per il Gas di Torino (estremi cronologici: 1856-1979), quella relativa alla sua attività in Sip nel fondo Gruppo elettrico Sip dell'Archivio storico Telecom Italia (estremi cronologici: 1925-1990).